# Mabel Loomis Todd
Mabel Loomis Todd o Mabel Loomis (10 de noviembre de 1856 - 14 de octubre de 1932) fue una escritora y editora estadounidense, esposa del astrónomo David Peck Todd. Es especialmente recordada por haber sido la editora póstuma de Emily Dickinson.

## Biografía
Mabel Loomis nació en Cambridge, Massachusetts. Tras graduarse en Georgetown, estudió música en el conservatorio de Nueva Inglaterra de Boston.
Contrajo matrimonio el 5 de marzo de 1879 con el astrónomo David Peck Todd, producto del cual nació su hija Millicent. Mabel Loomis Todd tenía una naturaleza apasionada y la expresaba frecuentemente en sus escritos. Mantuvo una relación con William Austin Dickinson, hermano de la poetisa Emily Dickinson. Conforme al trabajo de Peter Gay publicado en la revista Time, 23-01-1984, Todd dejó un beso en los labios de Austin Dickinson el día de su muerte.
Curiosamente, Mabel Todd jamás se encontró en persona con Emily Dickinson, aunque sí mantuvieron correspondencia epistolar. Según afirma Lyndall Gordon en su libro Lives Like Loaded Guns "Mabel destrozó de hecho la familia Dickinson". No obstante, es gracias a su trabajo como editora que la obra de Emily Dickinson fue dada a conocer. Después de la muerte de Emily, cientos de sus poemas fueron descubiertos y Tood, con el consentimiento de la familia Dickinson, se centró en la labor de copiarlos y ponerlos en orden. En 1890, finalmente, se publica el primer volumen de los Poemas de Emily Dickinson. Un año después aparece el segundo volumen. Asimismo, en 1894 publica las Cartas de Emily Dickinson, y un tercer volumen de sus poemas en 1896.
Todd era miembro de la National Audubon Society. Falleció en el otoño de 1932 en Hog Island, Maine.

## Obras
- Footprints (1883).
- Total Eclipses of the Sun (1894).
- Corona and Coronet (1898).
- A Cycle of Sunsets (1910).
- Tripoli the Mysterious (1912).